# ستيفان جيللت
ستيفان جيللت (بالفرنسية: Stéphane Gillet)‏ هو لاعب كرة قدم لوكسمبورغي في مركز حراسة المرمى، ولد في 20 أغسطس 1977 في مدينة لوكسمبورغ في لوكسمبورغ. شارك مع منتخب لوكسمبورغ لكرة القدم. أما مع النوادي، فقد لعب مع باريس سان جيرمان وجونيس إيتش وسبورا لوكسمبورغ وستاندارد لييج ونادي تشستر سيتي ونادي ويل ويونيون لوكسمبورغ.

## وصلات خارجية
- ستيفان جيللت على موقع الاتحاد الدولي (مؤرشف)  (الإنجليزية)
- ستيفان جيللت على موقع قاعدة بيانات كرة القدم.إي يو (الإنجليزية)
- ستيفان جيللت على موقع ناشيونال فوتبول تيمز (الإنجليزية)